# Leesi (bướm đêm)
Leesi là một chi bướm đêm thuộc họ Pterophoridae.

## Các loài
- Leesi massoala Gibeaux, 1996